# Mesquita d'Agha Paixà
La Mesquita d'Agha Paixà (en grec: Τζαμί του Αγά Πασά/Tzamí tou Agá Pasá), també coneguda com a Vouleftikó (Βουλευτικό, 'Parlament'), és un edifici otomà de la ciutat grega de Nàuplia, al Peloponnés. Encarregada per Agha Paixà, la mesquita va albergar el primer Parlament Hel·lènic entre el 1825 i el 1826. Hui s'utilitza com a espai cultural.

## Història

### Data i patrocinador incerts
Segons una llegenda autòctona, la mesquita la va erigir Agha Paixà en un intent de expiació pel crim de dos venecians que intentaven trobar-hi un tresor soterrat durant la segona ocupació de la República de Venècia. Es diu que l'edifici es va construir amb la fortuna descoberta. Tanmateix, el paixà, que vivia en les altures de l'obra, no va veure l'edifici acabat, perquè va perdre la vida en caure des del balcó.
Donada la falta de registres escrits irrefutables i els canvis d'ús que han alterat l'arquitectura original, es desconeix la data exacta de construcció de la mesquita. Les fonts també difereixen quant a qui encarregà l'edifici. El nom d'Agha Paixà es va poder  identificar en els arxius otomans com a Koca Mehmed Ragıb Paixà, un general provincial (mirmiran, beglerbegi), que residia a Nàuplia i va morir a l'agost del 1820. La mesquita es va acabar probablement entre el 1818 i el 1820, segons els plans de l'arquitecte Antónios Rigópoulos, nascut al llogaret de Langádia, a Arcàdia.
L'arqueòloga Sémni Karoúzou i els autors de la publicació ministerial de referència sobre arquitectura otomana a Grècia, però, parteixen de la hipòtesi més general que es va construir entre la fi del segle XVIII i principis del XIX. Altres autors, tanmateix, n'han donat dates anteriors del 1716  i 1730.

### El primer Parlament Hel·lènic
Durant la Guerra de la Independència de Grècia, després de la presa de la ciutat per les forces gregues el 1822, el nou òrgan legislatiu nacional permanent, conegut com a Vouleftikó, va decidir restaurar la mesquita en ruïnes al juny del 1824, perquè servís de seu del Parlament Hel·lènic. L'obra es va encarregar a l'enginyer militar Theódoros Valliános, i el contracte es va signar el 12 de març del 1825. Per a assenyalar la dessacralització, els murs de l'antiga mesquita es van arrebossar i emblanquinar. També es van refer els sostres de les cúpules, les obertures, els espais interiors, i la galeria de fusta elevada que abans es reservava a les dones.
La inauguració de la mesquita com a primer Parlament de la Grècia moderna tingué lloc el 21 de setembre del 1825. L'edifici acollí sessions parlamentàries plenàries des de la tardor del 1825 fins a la primavera del 1826. El 2 de juliol del 1827, durant els enfrontaments entre revolucionaris, el monument fou danyat per foc de morter, i va matar el diputat Chrístos Gerothanásis, que se'n trobava a dins. Aquest tràgic succés marcà la fi de l'ús parlamentari de l'antiga Mesquita d'Agha Paixà.

### Un munt d'usos successius
La Mesquita d'Agha Paixà es va utilitzar com a saló de ball a principis del període de la Regència, i més tard esdevingué un tribunal de justícia. El lloc fou escenari del judici de Dimítrios Plapoútas i Theódoros Kolokotronis. A l'any següent s'hi feren obres per a transformar l'edifici i la madrassa veïna en presó. La mesquita es feu servir com a sala d'audiències a començament de la Regència. El general Stáikos Staïkópoulos, responsable de la presa de la fortalesa Palamidi al novembre del 1822, hi fou empresonat.
Entre el 1915 i el 1932, la mesquita es va fer servir de magatzem del proper Museu Arqueològic de Nàuplia. També en feu d'escola, hospital, caserna i de conservatori. Ara és un espai cultural i d'actes en la primera planta, mentre que la planta baixa alberga la Galeria Municipal de Nàuplia.

## Arquitectura
L'edifici, que dona a l'actual plaça Sýntagma, pertany al tipus arquitectònic de les mesquites elevades de dos pisos (fevkani). La part superior té una sala de pregària rectangular i una imposant cúpula. L'accés des del carrer es fa per una escala que duu a la façana principal, on dues fornícules de mocàrabs emmarquen l'entrada. Un pòrtic amb tres cúpules cobria la plaça actual, que va ser destruïda per un terratrèmol el 1910. La llinda d'una de les portes primigènies de la mesquita es compon d'una columna procedent del jaciment arqueològic de Micenes. La maçoneria és feta d'un aparell isòdom de carreu de pedra calcària, possiblement procedent del Monestir de Karakála, a uns 10 km al nord-est de Nàuplia. A l'interior de la sala, el mihrab amb decoració pintada policroma fou descobert el 1990 i es va restaurar entre el 1994 i el 1999.
A la part inferior de la planta baixa, la mesquita consta de deu petites sales rectangulars, que es van reorganitzar durant la transformació en presó. Aquest espai s'usava originàriament per a activitats comercials. Un passadís comú amb la madrassa veïna dona una entrada secundària per als mercaders i condueix a la base del minaret a la cantonada sud-oest, del qual hui queden poques restes.

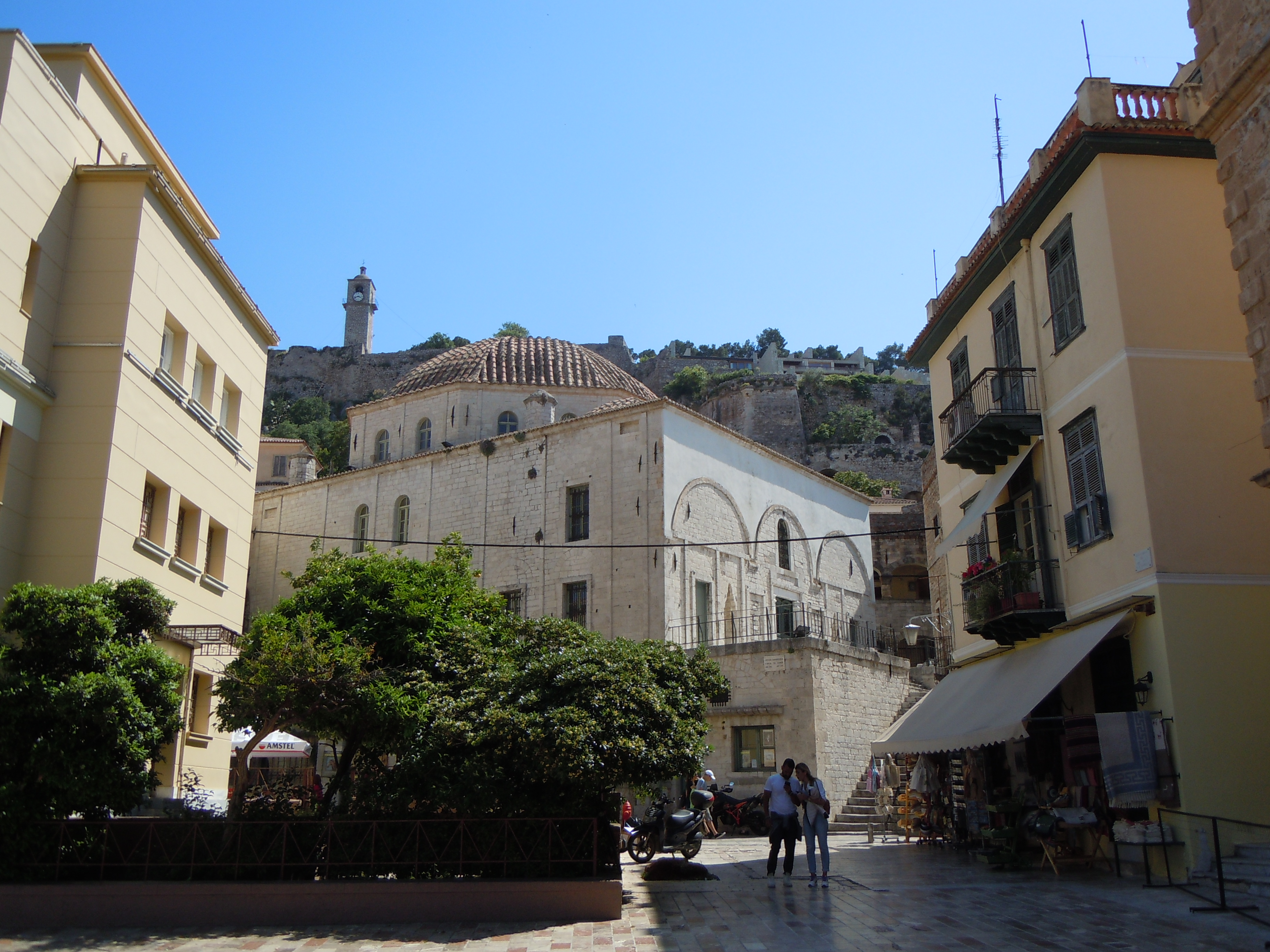
Vista de la mesquita des de la plaça Sýntagma
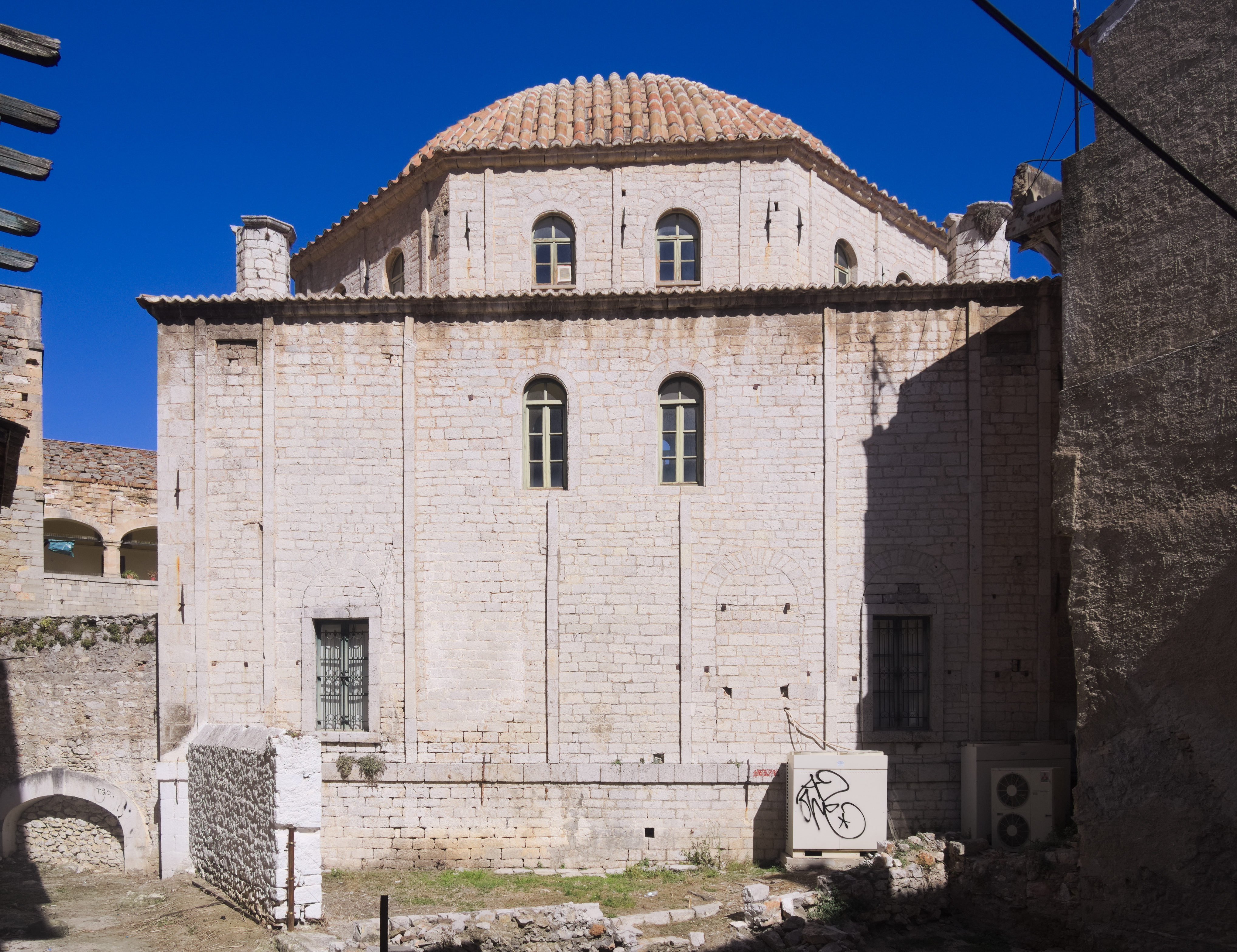
Vista de la façana oriental
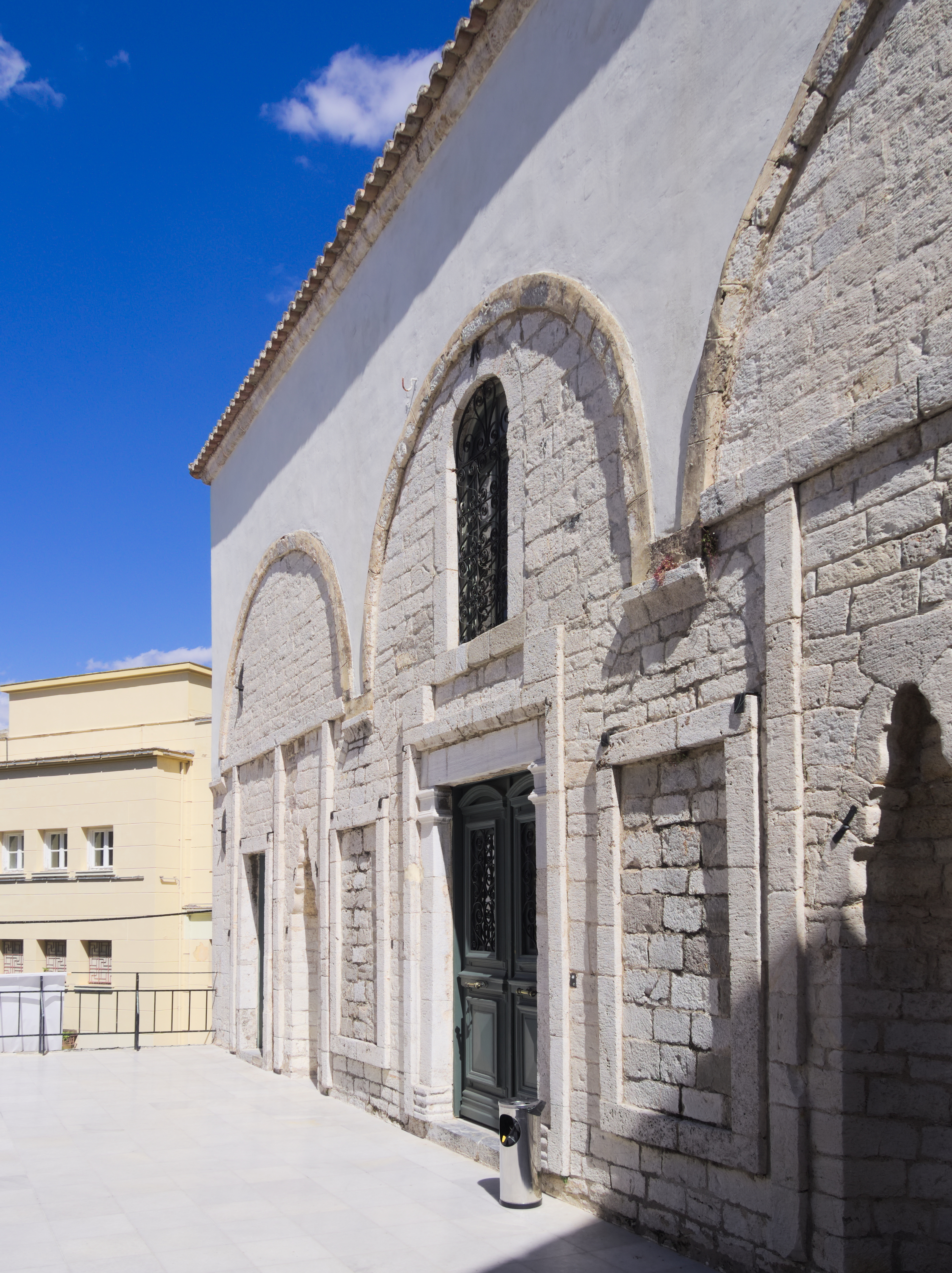
La façana principal i les restes del pòrtic
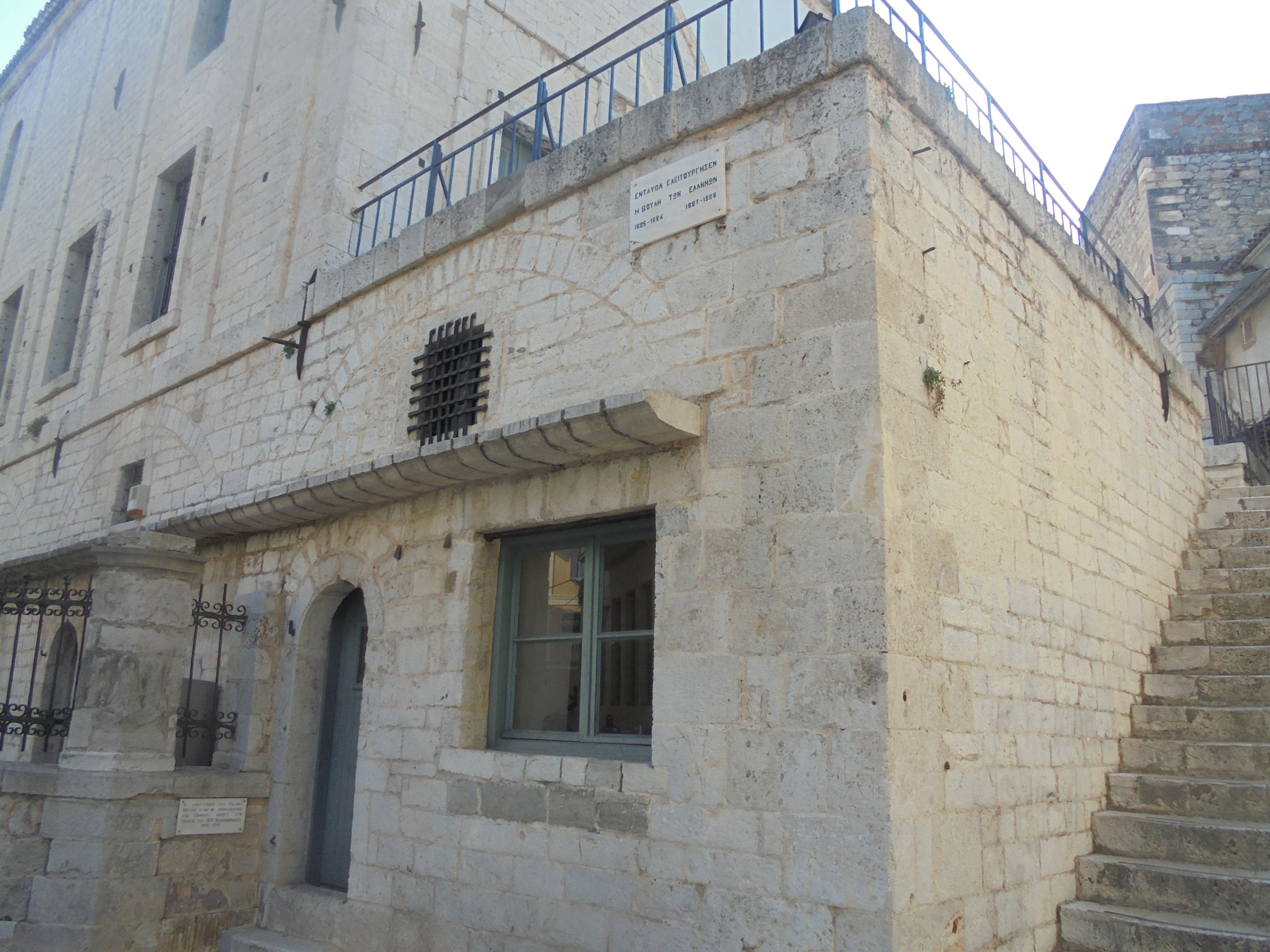
La part inferior de la mesquita